# Erich Freygang
Erich Freygang (* 4. November 1883 in Hettstedt; † nach 1948) war ein deutscher Lehrer, Genealoge, Schriftsteller, Heimatforscher und Naturschützer.

## Leben
Freygang war von Beruf Lehrer in Hettstedt und lebte auf der nahe bei dieser Stadt gelegenen Kupferkammerhütte, wo er auch als Genealoge (zeitgenössisch als Berufssippenforscher bezeichnet) und Schriftsteller tätig war. Vor allem seinem Heimatort und der Bergstadt Hettstedt galten seine heimatgeschichtlichen Forschungen, über die er mehrfach publizierte. 
Zum 1. August 1928 trat er der NSDAP bei (Mitgliedsnummer 96.039) und war u. a. als Kreiskulturwart tätig. Er war auch DAF- und NSV-Mitglied.
Seit 1934 war er ehrenamtlicher Kreisbeauftragter für Naturschutz 1. Klasse im Mansfelder Gebirgskreis. Ferner war er Kreisbeauftragter für Vorgeschichte, Geschichte, Bergbau und Hüttenwesen am Kreismuseum und ab 1936 als staatlicher Archivpfleger für den Mansfelder Gebirgskreis tätig. Weiterhin war Erich Freygang auch Kreissachbearbeiter für bäuerliches Brauchtum und bäuerliche Sippenforschung und Kreisbrauchtumswart der Kreisbauernschaft.
Im Frühjahr 1937 erlitt er einen schweren Motorradunfall, der einen mehrmonatigen Aufenthalt im Knappschaftskrankenhaus Hettstedt zur Folge hatte. Die erhoffte vollständige Heilung seines Oberschenkelbruches blieb aus.
Das Amt des staatlichen Archivpflegers legte er 1940 wegen Arbeitsüberlastung nieder, um sich ehrenamtlich voll dem Naturschutz widmen zu können. Sein Amtsnachfolger als Archivpfleger wurde Walter Probst.
Als Kommissar für Naturdenkmale war Erich Freygang speziell für die Erfassung und Unterschutzstellung von Naturdenkmalen im Mansfelder Gebirgskreis zuständig. Daneben galt sein besonderes Interesse dem Vogelschutz.

## Werke (Auswahl)
- Hettstedt (Südharz). Ein Städtebild von Erich Freygang. (Deutsches Reichs-Städte-Archiv), Verlag: Berlin-Charlottenburg, Devista, 1928
- Aus der Geschichte des Knappschaftswesen im Mansfeldischen. In: Mein Mansfelder Land 6 (1931). Erschien auch als separater Nachdruck durch den Mansfelder Heimatverein e. V., ca. 1995 (= Heimatgeschichtliches Archiv, 4).
- Erich Freygang, Paul Morawski (Hrsg.): Hettstedter Brau-Chronik. Aus Anlaß des Hettstedter Heimatfestes und der 500 jähr. Wiederkehr der ersten urkundlich bekannten Verleihung eines Brauprivilegs an die Stadt Hettstedt herausgegeben, Hettstedt, 1934
- Die Apotheken in Hettstedt. In: Ekkehard. Mitteilungsblatt deutscher Genealogischer Abende 10 (1934) S. 118f.
- Leichenbegängnis vor 200 Jahren. In: Der Wipperländische Heimatsfreund, 12 (1935), Nr. 1 (Digitalisat)
- Naturschutz im Mansfelder Land, Hettstedt, 1937 (vervielfältigtes Vortragsmanuskript)
- Frontbericht. In: Naturschutz 18 (1937), S. 42–43.
- Die rechtlichen und wirtschaftlichen Verhältnisse im alten Burgörner, MDV 1948